# Мухаммад I (ширваншах)
Мухаммад I (д/н — 912) — 2-й ширваншах в 880—912 роках.

## Життєпис
Походив з династії Маз'ядідів. Син ширваншаха Хайсама I. Після загибелі батька близько 880 року успадкував владу в Ширвані. Про його панування відомо небагато. Закріпив спадковість влади та титул ширваншаха. Продовжив війну проти Саріра в союзі з Дербентським еміратом. Помер 912 року. Йому спадкував син Хайсам II.